# Kim Jung-hyun
Kim Jung-hyun (hangul: 김정현; Busan, 5 de abril de 1990) es un actor y cantante surcoreano conocido por haber interpretado a Hyun Tae-woon en la serie School 2017, a Koo Seung-joon en la serie Crash Landing on You y al rey Cheoljong de Joseon en su última serie Mr. Queen.

## Biografía
Estudió actuación en la Universidad Nacional de Artes de Corea.
Salió con la actriz Seo Ye-ji, sin embargo la relación terminó.
Es buen amigo de la actriz surcoreana Seo Ji-hye.

## Carrera
En septiembre de 2021 se unió a la agencia Story J Company. Previamente fue miembro de la agencia "O& Entertainment" hasta mayo de 2021, después de decidir no renovar su contrato.
En agosto de 2016 se unió al elenco recurrente de la serie Jealousy Incarnate (también conocida como "Don't Dare to Dream") donde interpretó a Pyo Chi-yeol.
En 2017 participó en la serie Binggoo (también conocida como Ice Binggoo) en el papel de Ko Man-soo, un hombre del año 1979 cuyo cuerpo queda congelado y despierta en 2016.
Ese mismo año también se unió a la serie Rebel: Thief Who Stole the People donde interpretó a Mo-ri, la mano derecha de Heo Tae-hak (Kim Joon-bae). El 17 de julio del mismo año se unió al elenco principal de la serie School 2017, donde interpretó al joven estudiante Hyun Tae-woon.
El 5 de febrero del 2018 se unió al elenco principal de la serie Welcome to Waikiki (también conocida como "Laughter in Waikiki") donde interpretó a Kang Dong-goo, un joven de buen corazón que es conocido como el ícono de las desgracias que sueña con convertirse en director de cine, hasta el final de la serie el 17 de abril del mismo año. El 15 de julio del mismo año se unió al elenco principal de la serie Time donde dio vida a Cheon Su-ho, el CEO de un restaurante e hijo del CEO de "W Group's", hasta septiembre del 2018 después de que su personaje muriera mientras intentaba salvar a su esposa Seol Ji-hyun (Seohyun). Jung-hyun dejó la serie debido a problemas con su salud.
En diciembre del 2019 se unió al elenco de la serie Crash Landing on You (también conocida como "Crash Landing of Love"), donde dio vida al joven y rico empresario Goo Jun-hee, que desaparece un día y termina involucrado con varias personas, hasta el final de la serie el 16 de febrero del 2020.
El 25 de mayo del 2020 realizó una aparición especial durante el primer episodio de la serie Shall We Eat Dinner Together? (también conocida como "Dinner Mate") donde interpretó a Lee Young-dong, el novio infiel de Woo Do-hee (Seo Ji-hye). El 12 de diciembre del mismo año se unió al elenco principal de la serie Mr. Queen (también conocida como "Queen Cheorin"), donde dio vida a Cheoljong de Joseon, un rey descrito como el Jekyll y Hyde de la dinastía Joseon, hasta el final de la serie el 14 de febrero de 2021.
En 2023 regresó a la televisión protagonizando Kokdu: Season of Deity, donde interpreta un personaje doble, el de un dios del inframundo y un médico.

## Filmografía

### Series de televisión
| Año     | Título                            | Personaje                | Notas                           | Ref.                 |
| ------- | --------------------------------- | ------------------------ | ------------------------------- | -------------------- |
| 2016    | Don't Dare to Dream               | Pyo Chi-yeol             | —                               |                      |
| 2017    | Rebel: Thief Who Stole the People | Mo-ri                    | —                               |                      |
| 2017    | Binggoo                           | Ko Man-soo               | 2 episodios                     |                      |
| 2017    | School 2017                       | Hyun Tae-woon            | 16 episodios                    |                      |
| 2017    | Buzzcut Love                      | Chi Hwan                 | Ep. n.º 1                       |                      |
| 2018    | Welcome to Waikiki                | Kang Dong-goo            | 20 episodios                    |                      |
| 2018    | Time                              | Cheon Su-ho              | 22 episodios                    |                      |
| 2019-20 | Crash Landing on You              | Koo Seung-joon           | 16 episodios                    |                      |
| 2020    | Shall We Eat Dinner Together?     | Lee Young-dong           | Aparición especial, 2 episodios | [ 16 ]               |
| 2020-21 | Mr. Queen                         | Rey Cheol-jong           | 20 episodios                    |                      |
| 2021    | Mr. Queen: Bamboo Forest          | Rey Cheol-jong           | 2 episodios                     |                      |
| 2023    | Kokdu: Season of Deity            | Kokdu/Do Jin-woo/Oh Hyun | 16 episodios                    | [ 17 ] [ 18 ]        |
| 2024-25 | El negocio familiar               | Seo Gang-ju              | 36 episodios, protagonista      | [ 19 ] [ 20 ] [ 21 ] |

### Películas
| Año  | Título                 | Personaje                | Notas                                                                      |
| ---- | ---------------------- | ------------------------ | -------------------------------------------------------------------------- |
| 2013 | Getting an Orientation | —                        |                                                                            |
| 2016 | Going My Home          | Lee Shi-joon             |                                                                            |
| 2016 | Overman                | Choi Do-hyun             |                                                                            |
| 2017 | One Day                | Asistente de Mánager Cha | junto a Chun Woo-hee, Kim Nam-gil, Kim Young-min, Park Hee-von y Sung Joon |
| 2018 | Remembering First Love | Woo-jin                  | junto a Seo Ye-ji, Dong Hyun-bae y Bae Noo-ri                              |
| 2019 | Rosebud                | Woo-seong                | [ 22 ]                                                                     |

### Aparición en videos musicales
| Año  | Grupo | Canción                   | Notas           | Ref.   |
| ---- | ----- | ------------------------- | --------------- | ------ |
| 2017 | 4MEN  | "Break Up in the Morning" | Con Kim Ji-sung | [ 23 ] |

### Revistas / sesiones fotográficas
| Año  | Título                   | Notas  |
| ---- | ------------------------ | ------ |
| 2020 | Harper’s Bazaar Magazine | [ 24 ] |
| 2020 | Arena Magazine           | [ 25 ] |
| 2021 | Allure Korea             | [ 26 ] |
| 2021 | Esquire Magazine         | [ 27 ] |

## Discografía
| Año  | Título              | Álbum              | Notas  |
| ---- | ------------------- | ------------------ | ------ |
| 2021 | Like the First Snow | OST de "Mr. Queen" | [ 28 ] |

## Premios y nominaciones
| Año  | Premios                    | Categoría                       | Trabajo                           | Resultado | Ref.   |
| ---- | -------------------------- | ------------------------------- | --------------------------------- | --------- | ------ |
| 2016 | 25th Buil Film Award       | Mejor actor revelación          | Overman                           | Nominado  |        |
| 2017 | 22nd Chunsa Film Art Award | Mejor actor revelación          | Overman                           | Nominado  |        |
| 2017 | 1st The Seoul Award        | Mejor actor revelación (series) | School 2017                       | Nominado  |        |
| 2017 | KBS Drama Award            | Mejor actor revelación          | School 2017                       | Nominado  | [ 29 ] |
| 2017 | 36th MBC Drama Award       | Mejor actor revelación          | Rebel: Thief Who Stole the People | Ganador   | [ 30 ] |
| 2018 | 54th Baeksang Arts Award   | Mejor actor revelación (TV)     | School 2017                       | Nominado  | [ 31 ] |
| 2020 | 7th APAN Star Award        | Mejor actor de reparto          | Crash Landing on You              | Nominado  |        |